# 염기정
염기정(1980년 6월 15일 ~ )은 대한민국의 개그맨이자 사업가이다.

## 생애
본적은 서울 성동구 옥수동이며 강동구 고덕동에서 초,중,고를 졸업하고 경기대학교 행정학과에 우수한 성적으로 입학하였다.
1998년 IMF 시기였던 해에 육군 수색대를 자원입대 했고 2001년 현역으로 제대하였다.
2003년 김웅래 PD의 “KBS 한반도 유머총집합”으로 데뷔하여 당시 신인이었던 옹달샘 유세윤, 장동민, 유상무 등과 함께 최우수상 및 우수상을 수상하면서 개그맨으로서의 방송활동을 시작하게 된다.
이후 ITV (현 OBS) 방송국의 “코미디 4막5장”과 다양한 예능프로그램에 출연. 활발한 활동으로 신인상을 수상하며 공중파 채널로의 발판을 마련하게 된다.
공개 코미디인 “MBC 웃으면 복이 와요”에 출연하여 활발한 활동을 기대하였으나, 안타깝게 프로그램이 폐지되었고, 그 이후에 한창 주가를 높이고 있었던 박승대 사단에 합류하여 양세형, 이진호, 이용진, 양세찬 등 소속 개그맨들과 함께 “SBS 웃음을 찾는 사람들”에 출연하며 많은 사랑을 받게 된다. 대표적 코너인 폼생폼사, G4, 예술하니까, 영숙아 등 여러 코너에서 독보적인 개그와 연기로 웃음을 주며 활발한 방송활동을 하게 된다.
하지만 7년여의 방송활동을 접고 다른 분야에 도전. 새로운 사업을 시작하게 된다.
첫 번째는 요식사업으로 2009년 가산디지털 단지에 chinese restaurant "CHAW"를 오픈하게 된다.
뛰어난 맛과 서비스, 그리고 독창적인 마케팅으로 빠른 시간에 성공을 거두게 된다.
또한 경영에 더욱 깊이 있는 공부를 위해 성균관대학교 경영대학원에 입학하여 사업과 공부를 병행하였고, 좋은 성적으로 경영학 석사를 졸업하게 된다.
그 이후에 두 번째 사업으로 각종 기업행사, 대학축제, 프로모션, 공연기획 등 행사대행 기획사인 "케이제이 이엔티" (KJ ENT)를 2010년에 설립하고, 방송경험과 경영학 전공을 토대로 한 차별화된 행사기획과 무대연출 진행, 그리고 탁월한 경영능력을 겸비하여 현재까지 성공적인 사업 확장을 이루고 있다.

## 출연작
- 2003년: KBS 한반도 유머총집합
- 2003년: EBS 보니하니
- 2004년: ITV 코미디4막5장
- 2004년: MBC 웃으면 복이 와요
- 2004년: SBS 웃음을 찾는 사람들

### 방송
- 웃찾사 (SBS)
- 웃으면 복이와요 (MBC)